# ليث البشتاوي
ليث صبحي بشتاوي (مواليد 12 آذار 1994 ، إربد) ؛ لاعب كرة قدم أردني ؛ يلعب لدى نادي شباب الأردن الأردني ؛ مركزه مهاجم ؛ لعب مع المنتخب الأردني تحت سن 17 وسجل 7 أهداف، ومع المنتخب الأردني تحت سن 19 وسجل 10 أهداف، ويلعب مع المنتخب الأردني تحت سن 23 وسجل معه هدف وحيد .

## روابط خارجية
- ليث البشتاوي على موقع Soccerway.com (الإنجليزية)
- ليث البشتاوي على موقع كووورة